# Liste der Baudenkmale in Wolfenbüttel-Linden
In der Liste der Baudenkmale in Wolfenbüttel-Linden sind alle Baudenkmale des Ortsteils Linden der niedersächsischen Stadt Wolfenbüttel aufgelistet. Der Stand der Liste ist der 15. Juli 2022. Die Quelle der Baudenkmale ist der Denkmalatlas Niedersachsen.

## Allgemein
In den Spalten befinden sich folgende Informationen:
- Lage: die Adresse des Baudenkmales und die geographischen Koordinaten. Kartenansicht, um Koordinaten zu setzen. In der Kartenansicht sind Baudenkmale ohne Koordinaten mit einem roten Marker dargestellt und können in der Karte gesetzt werden. Baudenkmale ohne Bild sind mit einem blauen Marker gekennzeichnet, Baudenkmale mit Bild mit einem grünen Marker.
- Bezeichnung: Bezeichnung des Baudenkmales
- Beschreibung: die Beschreibung des Baudenkmales. Unter § 3 Abs. 2 NDSchG werden Einzeldenkmale und unter § 3 Abs. 3 NDSchG Gruppen baulicher Anlagen und deren Bestandteile ausgewiesen.
- ID: die Objekt-ID des Baudenkmales
- Bild: ein Bild des Baudenkmales, ggf. zusätzlich mit einem Link zu weiteren Fotos des Baudenkmals im Medienarchiv Wikimedia Commons. Wenn man auf das Kamerasymbol klickt, können Fotos zu Baudenkmalen aus dieser Liste hochgeladen werden:

## Linden

### Gruppe: Gut Linden
Baudenkmal (Gruppe):

| Lage                                            | Bezeichnung | Beschreibung | ID       | Bild |
| ----------------------------------------------- | ----------- | ------------ | -------- | ---- |
| Neindorfer Straße 9 52° 8′ 54″ N, 10° 33′ 22″ O | Gut Linden  |              | 33862850 | BW   |

Baudenkmale (Einzeln):

| Lage                                            | Bezeichnung     | Beschreibung | ID       | Bild |
| ----------------------------------------------- | --------------- | ------------ | -------- | ---- |
| Neindorfer Straße 9 52° 8′ 57″ N, 10° 33′ 22″ O | Herrenhaus      |              |          | BW   |
| Neindorfer Straße 9 52° 8′ 51″ N, 10° 33′ 24″ O | Park            |              | 33901024 | BW   |
| Neindorfer Straße 9 52° 8′ 58″ N, 10° 33′ 24″ O | Umfassungsmauer |              | 33901089 | BW   |

### Gruppe: Wendesser Straße
Baudenkmal (Gruppe):

| Lage                                          | Bezeichnung      | Beschreibung | ID       | Bild |
| --------------------------------------------- | ---------------- | ------------ | -------- | ---- |
| Wendessener Straße 52° 9′ 0″ N, 10° 33′ 25″ O | Wendesser Straße |              | 33863610 | BW   |

Baudenkmale (Einzeln):

| Lage                                          | Bezeichnung    | Beschreibung               | ID       | Bild |
| --------------------------------------------- | -------------- | -------------------------- | -------- | ---- |
| Wendessener Straße 52° 9′ 0″ N, 10° 33′ 26″ O | Kirche         | St.-Brictius-Kirche Linden | 33900790 |      |
| Wendessener Straße 52° 9′ 0″ N, 10° 33′ 25″ O | Kriegerdenkmal |                            | 33901047 | BW   |

### Gruppe: Hofanl. Ortskern Linden
Baudenkmal (Gruppe):

| Lage                       | Bezeichnung             | Beschreibung | ID       | Bild |
| -------------------------- | ----------------------- | ------------ | -------- | ---- |
| 52° 9′ 1″ N, 10° 33′ 32″ O | Hofanl. Ortskern Linden |              | 33862868 | BW   |

Baudenkmale (Einzeln):

| Lage                                              | Bezeichnung              | Beschreibung     | ID       | Bild |
| ------------------------------------------------- | ------------------------ | ---------------- | -------- | ---- |
| Am Alten Schulhaus 1 a 52° 9′ 2″ N, 10° 33′ 29″ O | Wohnhaus                 | Ehemalige Schule | 33900872 | BW   |
| Am Alten Schulhaus 2 52° 9′ 1″ N, 10° 33′ 31″ O   | Wohn-/Wirtschaftsgebäude |                  | 33900894 | BW   |
| Wendessener Straße 4 52° 9′ 0″ N, 10° 33′ 31″ O   | Stall                    |                  | 33901222 | BW   |
| Wendessener Straße 4 52° 9′ 1″ N, 10° 33′ 32″ O   | Wohnhaus                 |                  | 33901173 | BW   |
| Wendessener Straße 4 52° 9′ 1″ N, 10° 33′ 33″ O   | Scheune                  |                  | 33901264 | BW   |

### Gruppe: Rote Schanze
Baudenkmal (Gruppe):

| Lage                       | Bezeichnung  | Beschreibung                                                  | ID       | Bild |
| -------------------------- | ------------ | ------------------------------------------------------------- | -------- | ---- |
| 52° 9′ 27″ N, 10° 34′ 2″ O | Rote Schanze | Eine Hälfte der Befestigung liegt in der Gemarkung Wendessen. | 33863787 | BW   |

Baudenkmale (Einzeln):

| Lage                       | Bezeichnung | Beschreibung | ID       | Bild |
| -------------------------- | ----------- | ------------ | -------- | ---- |
| 52° 9′ 26″ N, 10° 34′ 5″ O | Befestigung |              | 33900727 | BW   |

### Baudenkmale (Einzeln)
| Lage                                             | Bezeichnung              | Beschreibung   | ID       | Bild |
| ------------------------------------------------ | ------------------------ | -------------- | -------- | ---- |
| 52° 8′ 21″ N, 10° 33′ 28″ O                      | Bahnwächterhaus          | Postenhäuschen | 33901068 | BW   |
| Wendessener Straße 1 52° 9′ 1″ N, 10° 33′ 24″ O  | Wohn-/Wirtschaftsgebäude |                | 33900770 | BW   |
| Wendessener Straße 5 52° 9′ 1″ N, 10° 33′ 35″ O  | Doppelwohnhaus           |                | 33900811 | BW   |
| Wendessener Straße 24 52° 9′ 0″ N, 10° 33′ 28″ O | Wohn-/Wirtschaftsgebäude |                | 33900852 | BW   |